# Луговой, Андрей Константинович
Андре́й Константи́нович Лугово́й (род. 19 сентября 1966, Баку, Азербайджанская ССР, СССР) — российский политический деятель и предприниматель, депутат Государственной думы Российской Федерации от ЛДПР. Бывший сотрудник органов государственной охраны России, экс-глава группы охранных предприятий «Девятый вал».
По вердикту, вынесенному ЕСПЧ в Страсбурге, является непосредственным исполнителем отравления Александра Литвиненко.
Находится под персональными международными санкциями стран Европейского союза, США, Канады, Швейцарии, Австралии, Японии, Украины, Новой Зеландии.

## Биография
Родился в городе Баку в семье военнослужащих.
В 1987 году окончил Московское высшее общевойсковое командное училище имени Верховного Совета РСФСР, был распределён в Кремлёвский полк. Полк подчинялся 9-му управлению КГБ (государственная охрана). Был командиром взвода, учебной роты полка. В 1991—1996 годах проходил службу в Главном управлении охраны РФ, Службе безопасности президента РФ, Федеральной службе охраны. Охранял высших государственных лиц, включая и. о. премьера Егора Гайдара, главу администрации президента РФ Сергея Филатова, главу МИД РФ Андрея Козырева, 1-го вице-премьера Большакова А. А.
После увольнения возглавил службу безопасности телеканала ОРТ.
Ряд СМИ называет Лугового бывшим сотрудником ФСБ, что он сам отрицает, утверждая, что работал в Девятом управлении КГБ СССР, которое было реорганизовано в ФСО и не входило в состав ФСБ.
В 1990 году окончил Высшие курсы военной контрразведки КГБ СССР. Сам он принадлежность к ФСБ категорически отрицает, утверждая, что работал в органах государственной охраны (сначала в девятом управлении КГБ СССР, затем в Главном управлении охраны РФ) и не занимался «оперативной работой, вербовкой или ещё чем-то».
В 2015 году вёл 8-серийный цикл документальных фильмов «Предатели» на телеканале «Звезда».
В 2016 году вёл 4-сериный цикл «Теория заговора с Андреем Луговым. Битва за Победу», 2-серийный цикл «Теория заговора с Андреем Луговым. Битва за космос» и 4-серийный цикл «Теория заговора с Андреем Луговым. Тёмная сторона медицины» на телеканале «Звезда».
С 4 сентября 2019 года — ведущий авторского документального проекта «Секретные материалы с Андреем Луговым» на телеканале «Звезда».
Член попечительского совета Межрегиональной общественной организации выпускников Московского высшего общевойскового командного училища им. Верховного Совета РСФСР «Кремль».

## Побег Глушкова
Впервые Луговой привлёк внимание прессы в 2001 году в связи с «делом Аэрофлота». Как утверждает газета «Известия» со ссылкой на анонимный источник в Генпрокуратуре, Луговой якобы готовил побег Глушкова по приказу Патаркацишвили. По версии самого Глушкова, обвинение в подготовке побега было подстроено как повод оставить его в тюрьме, и Луговой был частью этого плана, организованного ФСБ. В 2004 году суд приговорил Лугового к году и двум месяцам лишения свободы.

## 2004—2006
С 2006 года — один из совладельцев компании «Эжен Бужеле Вайн», выпускающей квас под маркой «Першинъ». Возглавлял группу охранных предприятий «Девятый вал». До последнего момента[когда?] его охранные предприятия осуществляли охрану членов семьи Березовского.

## Дело Литвиненко
В октябре 2006 года Андрей Луговой и Дмитрий Ковтун вылетели в Лондон для встречи со своим давним знакомым и деловым партнёром Александром Литвиненко. Вскоре после этого (23 ноября) Литвиненко скончался от отравления. После того, как экспертиза установила причину отравления — полоний-210, английские органы следствия проверили тянувшийся за Литвиненко радиоактивный след и заявили, что Литвиненко был заражён 1 ноября в баре отеля «Миллениум» после встречи с Луговым и Ковтуном. При этом удалось найти также заражённую радиацией чайную чашку, из которой, как предполагается, Литвиненко выпил отраву в баре.
Сам Луговой отвергает обвинения, ссылаясь на записи камер видеонаблюдения в баре «Миллениум» и предлагая, со своей стороны, три версии отравления Литвиненко. По его мнению, к делу могли быть причастны британские спецслужбы, «русская мафия» или Борис Березовский. По утверждению Лугового, Березовский и Литвиненко были завербованы британскими спецслужбами, которые также пытались завербовать и самого Андрея Лугового с целью заставить собирать компромат на президента РФ Владимира Путина.
В июле 2007 года Великобритания потребовала от России выдачи Лугового как подозреваемого в убийстве гражданина Великобритании Литвиненко. Ссылаясь на конституционный запрет на выдачу своих граждан, Россия отказала в экстрадиции Лугового, что привело к дипломатическому конфликту, в результате которого 4 российских дипломата были высланы из Великобритании; в ответ из России были высланы 4 британских дипломата.

## Депутат Государственной думы

### Выборы 2007 и 2011 годов
15 сентября 2007 года лидер ЛДПР Владимир Жириновский заявил, что Андрей Луговой станет вторым в предвыборном списке партии на думских выборах в декабре 2007 года. 16 сентября 2007 года Луговой подтвердил слова Жириновского. Жириновский добавил, что все участники списка ЛДПР должны стать членами партии. Луговой не исключает также своего участия в президентских выборах. «Как любой гражданин Российской Федерации, я хотел бы быть президентом», — заявил он на пресс-конференции по итогам предвыборного съезда ЛДПР. Лугового и раньше сравнивали с Путиным в начале карьеры, и высказывали предположения о возможности выдвижения в президенты. Высказывались предположения, что вступление Лугового в ЛДПР — обоюдовыгодная сделка.
По объявленным итогам состоявшегося 2 декабря 2007 года голосования Список Либерально- демократической партии России получил 5 млн. 660 тыс. 823 голоса или 8,14%, заняв 3 место. Луговой,, заявленный как советник председателя правления по экономической безопасности ООО "Коммерческий банк "Метрополь", в общей части списка ЛДПР под номером 2  из трёх получил мандат депутата. Являлся членом Комитета Государственной Думы по безопасности, экспертом по вопросам безопасности, частной охранной деятельности, антирейдерства, наружной рекламы, офицерского корпуса России. Курировал 4 региона - Иркутскую и Ульяновскую области, Камчатский и Приморский края.
На выборах 2011 года был выдвинут в списке ЛДПР по региональной группе №42 Иркутская область. По итогам состоявшихся 4 декабря 2011 года выборов Список Либерально- демократической партии России получил 7 млн. 664 тыс. 516 голоса или 11,68%, в Иркутской области ЛДПР получила 17,34% или  155 тыс. 215 голосов. Луговой на 5 лет  стал депутатом Государственной думы РФ. Член комитета Госдумы по безопасности.

### Выборы мэра Сочи
13 марта 2009 года руководитель фракции ЛДПР в Государственной думе Игорь Лебедев заявил, что ЛДПР может выдвинуть Лугового в качестве кандидата на выборах мэра Сочи.

### Выборы 2016, 2021 годов
На выборах в Государственную думу VII созыва, проходившим по смешанной системе 18 сентября 2016 года, Луговой вновь шёл в составе списка ЛДПР — был первым номером в региональной группе № 32 «Краснодарский край» (одномандатные округа № 48 Славянский, № 51 Тихорецкий, № 52 Армавирский, № 53 Каневской). По итогам выборов Список ЛДПР получил  6 млн. 917 тыс. 63 голоса или 13,14% , В Краснодарском крае по Армавирскому округу у ЛДПР 16,84% или  43 тыс. 200 голосов.  Луговой вновь получил мандат депутата.
На выборах 2021 года впервые закон обязал указывать погашенные судимости. У Лугового указано, что  имелась судимость часть 5 статьи 33 "Виды соучастников преступления", часть 1 статьи 313 "Побег из места лишения свободы, из-под ареста или из-под стражи" Уголовного кодекса Российской Федерации, погашена 12.03.2007 г. Общую часть списка позволено составлять из 15 кандидатов и Луговой включён по №8 (под №2 кандидат Слуцкий). По итогам голосования 19 сентября  ЛДПР получила 4 млн. 252 тыс. 252 голоса или 7,52%, Луговой снова на пять лет стал депутатом.

### Законотворческая деятельность

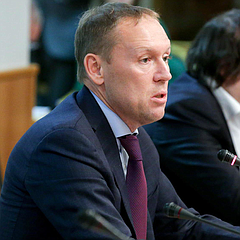
2018 год

16 апреля 2014 года депутат внес на рассмотрение в Государственную Думу Федерального Собрания Российской Федерации проект Федерального закона "О внесении изменений в Федеральный закон «О ведомственной охране» № 500359-6, который содержал нормы, направленные на фактическую ликвидацию системы государственной ведомственной охраны и ослабление защиты особо важных объектов.
Законопроект был подготовлен в интересах частных охранных организаций (ЧОО) и под предлогом развития конкуренции на рынке охранных услуг имел целью вытеснить ведомственную охрану с объектов негосударственной формы собственности. При этом за ЧОО оставалось право охранять объекты государственной собственности (объекты здравоохранения, образования и т. п.). Однако, Правительство РФ, МВД РФ и иные министерства и агентства выступили против. Депутат вынужден был отозвать законопроект.
В июле 2020 года парламент в I чтении принял законопроект авторства Андрея Лугового, разрешающий Министерству юстиции приостанавливать деятельность некоммерческих организаций, которые занимаются политической деятельностью в России или реализуют проекты и программы «в ущерб государству», если они получают деньги или имущество от граждан США.
В ходе российского вторжения на Украину в апреле 2022 года в составе группы депутатов внёс проект закона, наделяющий генерального прокурора России и его заместителей правом признавать регистрацию СМИ недействительной и прекращать действие лицензии на теле- и радиовещание в случае распространения ими «фейков» о российских военных и их «дискредитации», призывов к санкциям, а также информации, в которой содержится «явное неуважение к обществу, государству и Конституции Российской Федерации».
Является одним из авторов закона «О внесении изменений в федеральный закон „Об информации, информационных технологиях и о защите информации“» от 28 декабря 2013 г. № 398-ФЗ, позволяющего с 1 февраля 2014 г. производить досудебную блокировку сайтов за экстремизм.
Правозащитники считают, что данный закон является инструментом Интернет-цензуры в России. Совет по правам человека при президенте РФ заявил, что данный закон серьёзно ограничивает конституционные права и свободы граждан.
В 2014 году обратился к генпрокурору Юрию Чайке с предложением проверить деятельность компании «Яндекс» на соответствие закону «О СМИ».

### Международная политика
В марте 2024 года на российской платформе RuTube опубликовал двухсерийный фильм «Личный враг короля. Казахстанский излом», в котором сравнил Казахстан с Украиной и заявил, что на самом деле республика «управляется англосаксами».

## Международные санкции
В 2016 году внесён в санкционный список Великобритании после расследования убийства Литвиненко, указывающего на причастность Лугового к его отравлению
В 2017 году США внесли Лугового в санкционный «список Магнитского».
Из-за нарушения территориальной целостности и независимости Украины во время российско-украинской войны находится под персональными международными санкциями разных стран.
23 февраля 2022 года внесён в санкционные списки стран Евросоюза за действия и политику, которые подрывают территориальную целостность, суверенитет и независимость Украины и еще больше дестабилизируют Украину.
24 февраля 2022 года включён в санкционный список Канады «близких соратников режима» за голосование о признании независимости «так называемых республик в Донецке и Луганске».
24 марта 2022 года, на фоне вторжения России на Украину, включен в санкционный список США за «соучастие в войне Путина» и «поддержку усилий Кремля по вторжению в Украину», Госдеп США заявил что депутаты Госдумы используют свои полномочия для преследования инакомыслящих и политических оппонентов, нарушают свободу информации, ограничивают права человека и основные свободы граждан России.
По аналогичным основаниям, с 25 февраля 2022 года находится под санкциями Швейцарии. С 26 февраля 2022 года находится под санкциями Австралии.  С 12 апреля 2022 под персональными санкциями Японии. Указом президента Украины Владимира Зеленского с 7 сентября 2022 года находится под санкциями Украины. С 12 октября 2022 года находится под санкциями Новой Зеландии.

## Награды
- Медаль ордена «За заслуги перед Отечеством» II степени (8 марта 2015 года) — за большой вклад в развитие российского парламентаризма и активную законотворческую деятельность[45].
- 19 декабря 2018 года на заседании Госдумы РФ Дмитрий Медведев торжественно вручил Луговому Благодарность Правительства Российской Федерации[46].

## Семья
У политика есть взрослые дочери и сын..
В октябре 2012 года сыграл роскошную свадьбу в Абрау-Дюрсо, женившись на 23-летней (род. 26 июля 1989) студентке Ксении Алексеевне Перовой.

## Доходы и имущество
У Лугового в Краснодарском крае есть земельный участок площадью 500 м². Кроме этого ему принадлежат два жилых дома площадью 550 и 165,5 м². У Луговых есть 368-метровая квартира в старинном доме 1904 года в Лялином переулке в Москве и нежилое помещение в 12,9 м². В 2019 году Ксения Луговая купила квартиру 200,1 м² за 51 миллион рублей в том же доме.

## Интервью
- «Эхо Москвы» 24.11.2006
- «Эхо Москвы» 23.02.2007
- «Известия» 26.02.2007
- «Эхо Москвы» 31.05.2007
- «Известия» 04.06.2007
- «Комсомольская правда» 15.06.2007
- «Известия» 17.07.2007
- «Эхо Москвы» 20.07.2007
- «Эхо Москвы» 29.08.2007
- «Эхо Москвы» 03.12.2007
- «Эхо Москвы» 10.01.2008